# 尾崎峰穂
尾崎 峰穂（おざき みねほ, 1963年9月20日 - ）は、東京都新宿区出身の陸上競技選手。

## 略歴
小学校時代には野球、中学、高校時代にはバレーボール経験を持つ。18歳時に発症した原因不明の視神経萎縮により失明をした。その後は都立文京盲学校に入学、そこで陸上競技を始める。1984年には1984年ニューヨーク・ストークマンデビルパラリンピックに日本代表として出場、100m、走幅跳、やり投、円盤投、三段跳の種目に参加し100mこそ予選落ちしたもののやり投で4位、円盤投で3位、三段跳で2位、走幅跳では1位となった。以来7度のパラリンピックに出場し11枚のメダルを手に入れており、1984年のニューヨーク・ストークマンデビルパラリンピックから2000年のシドニーパラリンピックまでは4大会連続の金メダルを獲得、2004年のアテネパラリンピックまでは6大会連続メダルを獲得している。2008年の北京パラリンピックでは障害クラスの統合などもあったが、1投ごとに記録を伸ばしたものの6位に終わり連続メダル記録は途絶えた。
ナイキのCMに出演した経歴も持っている。

## 著書
- 闇を跳びこえ、もう一歩
- 見えないから見えることできること